# Burg Goyen
Die Burg Goyen (bisweilen auch Goien, Schloss Goyen oder Schloss Gajen genannt) liegt als Höhenburg in beherrschender Lage auf einem Hügel in Südtirol (Italien). Sie befindet sich oberhalb von Meran auf dem Gemeindegebiet von Schenna.

## Geschichte
Seit dem 14. Jahrhundert wechselten die Besitzer Goyens häufig. 1369 vermachte Petermann von Schenna in seinem Testament Goyen an seine Frau. 1384 erscheinen als Besitzer Friedrich von Greifenstein und Hans von Starkenberg. 1498 belehnte König Maximilian I. die Herren von Botsch mit der Burg. Seit 1647 war Goyen in Eigentum der Grafen von Stachelburg. Nachdem der letzte Stachlburger am 25. Mai 1809 in den Tiroler Freiheitskriegen in der zweiten Bergiselschlacht fiel, erbte Goyen dessen Tochter. Heute ist der alte Wohnturm unbewohnt, einige Gebäude um den alten Turm sind jedoch passabel erhalten und bewohnt. Goyen befindet sich in Privatbesitz (Familie van Heek). Die Burganlage steht seit 1949 unter Denkmalschutz.

## Beschreibung
Ursprünglich bestand die Höhenburg nur aus einem mächtigen viereckigen Wohnturm aus romanischer Zeit, datiert ins 12. Jahrhundert. Bemerkenswert sind die langgezogen-rechteckige (nicht quadratische) Form des Wohnturms und der zinnenlose Abschluss. Dies könnte ein Hinweis darauf sein, dass sich ursprünglich noch ein weiteres Geschoss in Form eines hölzernen Obergadens auf dem Wohnturmstumpf befand. Diese Anlage wurde ab dem 13. Jahrhundert immer weiter zur jetzigen Burg erweitert. Die unregelmäßige polygonale Wehrmauer mit Zinnen umfasst heute neben dem östlich gelegenen Turm einen spätgotischen Kapellenbau und einen um 1570 erneuerten Palas mit einer getäfelten Stube.